# (466509) 2014 OP28
(466509) 2014 OP28 es un asteroide perteneciente al cinturón de asteroides, descubierto el 20 de octubre de 2011 por el equipo Spacewatch desde el Observatorio Nacional de Kitt Peak (Arizona, Estados Unidos).